# Oxymycterus dasytrichus
Oxymycterus dasytrichus is een zoogdier uit de familie van de Cricetidae. De wetenschappelijke naam van de soort werd voor het eerst geldig gepubliceerd door Heinrich Rudolf Schinz in 1821.

## Voorkomen
De soort is endemisch in Brazilië. Hij komt daar enkel voor in de draslanden van Mata Atlântica op zeeniveau tot een hoogte van 800 m.

## Status
Oxymycterus dasytrichus is een niet-bedreigde soort. Hij dankt deze status aan het feit dat hij beschermd wordt door drie Braziliaanse natuurparken, waaronder Nationaal park Itatiaia.